# Grenzverlauf auf dem Mont Blanc

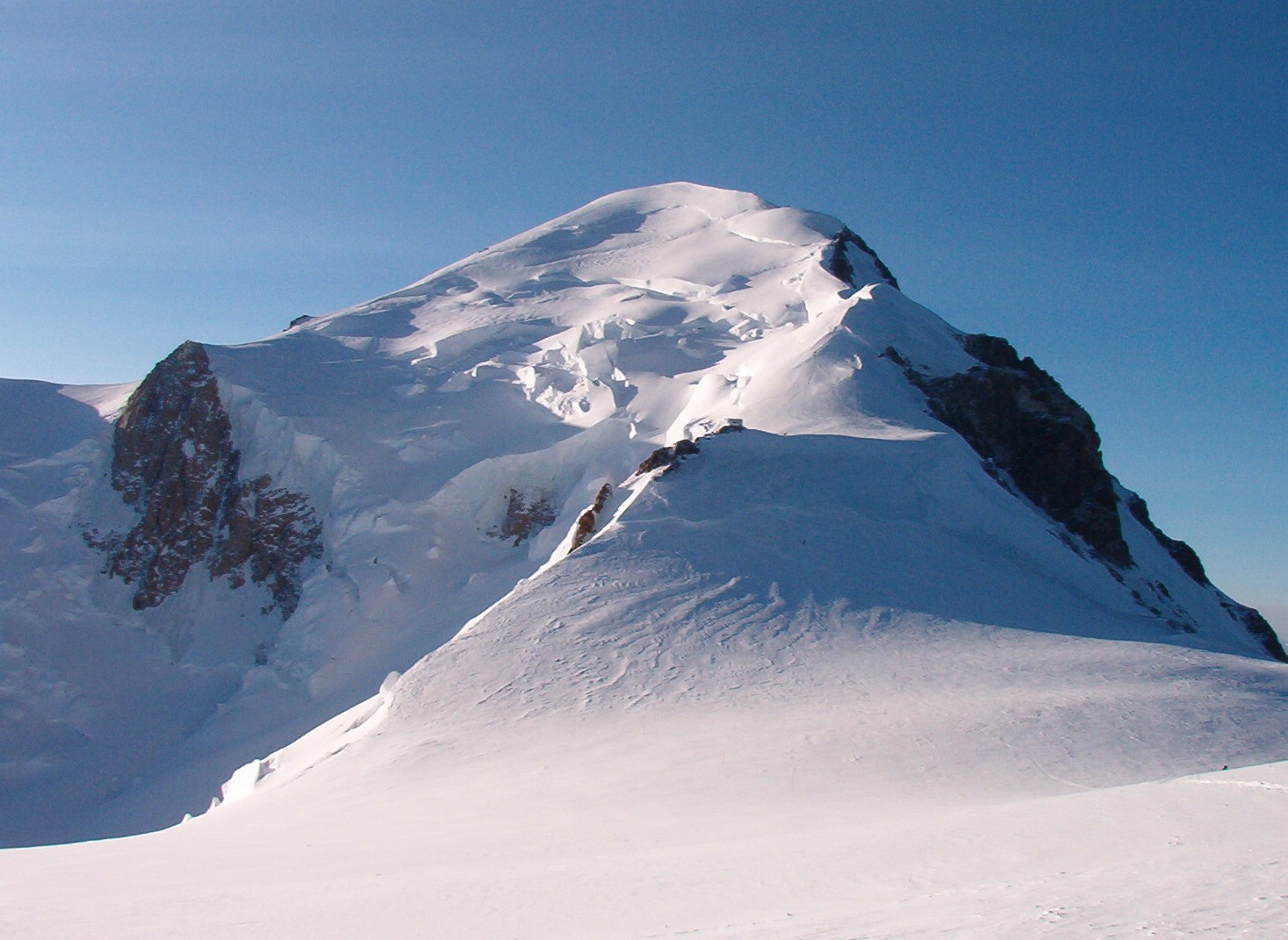
Gipfel des Mont Blanc

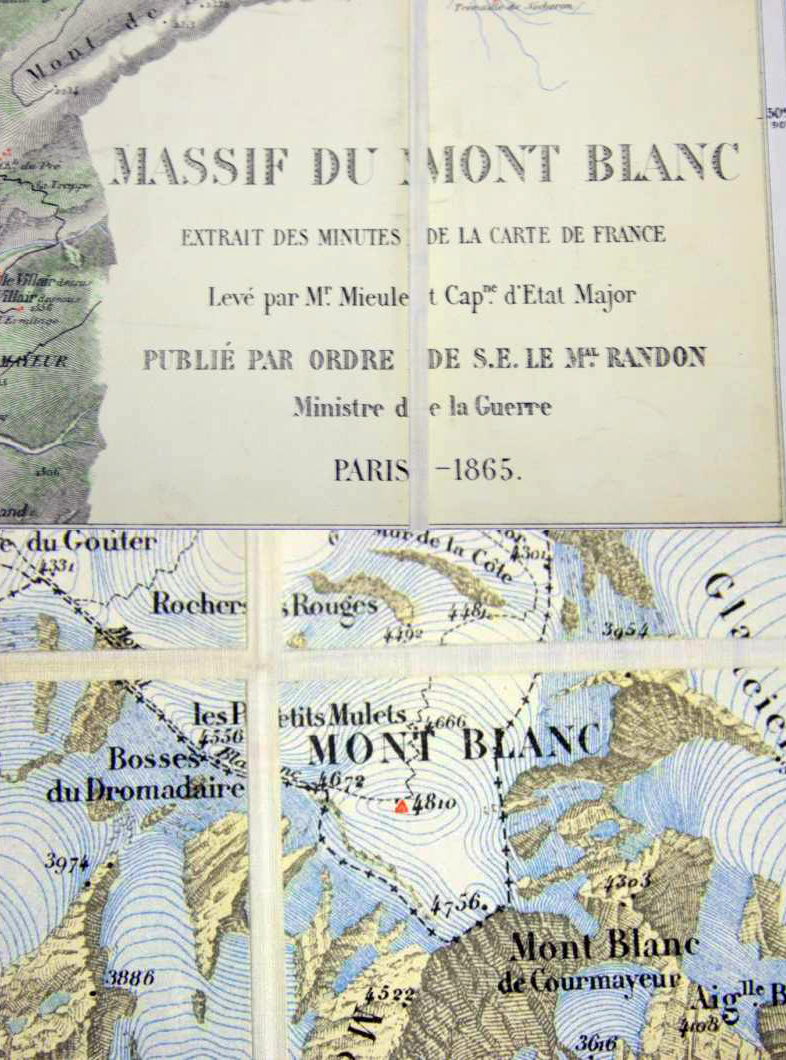
Französische Karte von 1865 mit Grenzverlauf südlich des Gipfels des Mont Blanc de Courmayeur

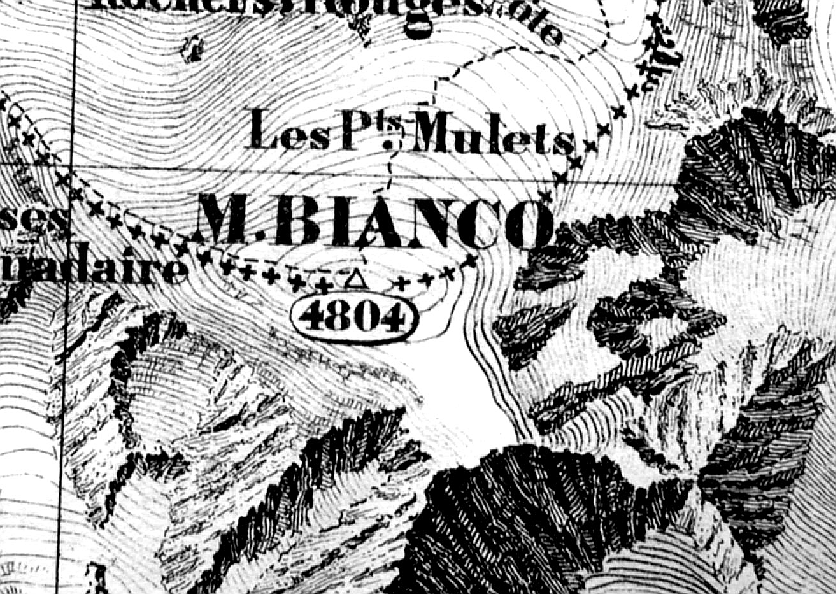
Italienischer Atlas von 1869 mit Grenzverlauf über den Gipfel

Der genaue Grenzverlauf auf dem Mont Blanc ist zwischen den Anrainerstaaten Frankreich und Italien bislang ungeklärt. Vom Grenzverlauf hängt ab, ob der Gipfel des Mont Blanc (4805 m), wie von Frankreich behauptet, ganz auf französischem Territorium liegt, oder gemäß der italienischen Sichtweise die Grenze genau über den Gipfel verläuft. Im zweiten Fall könnte Italien den Mont Blanc als höchsten Punkt seines Staatsgebietes bezeichnen, andernfalls wäre der 500 Meter südöstlich gelegene Mont Blanc de Courmayeur (4748 m s.l.m.) eine Art Fast-Grenzgipfel und zwar der höchste Berg Italiens, aber ohne dessen Gipfel, der wiederum vollständig in Frankreich liegt.

## Zur Zeit des Königreichs Sardinien
Bis zu den Koalitionskriegen stellte sich die Grenzfrage nicht. Seit dem Mittelalter gehörten das französische Savoyen und das Aostatal zum ebenfalls große Teile des Piemonts umfassenden Herzogtum Savoyen (ab 1720 Königreich Sardinien) und es gab keine internationale Grenze.
Mit dem Vertrag von Paris von 1796 wurde Savoyen vom sardischen König Viktor Amadeus III. an Frankreich abgetreten, und der Mont Blanc wurde zum Grenzgebiet. Im Ersten Pariser Frieden von 1814, nachdem Napoleon Bonaparte nach Elba in sein erstes Exil ging, wurde Savoyen wieder Sardinien zugewiesen. Auf sardischen Karten von 1823 und 1854 verläuft die Binnengrenze zwischen den Herzogtümern Aosta und Savoyen exakt über den Gipfel des Mont Blanc.

## Nach der italienischen Einheit
Im Vertrag von Turin von 1860 wurde das Herzogtum Savoyen wiederum, zusammen mit der Grafschaft Nizza, von Sardinien an Frankreich abgetreten. In mehreren Zusatzprotokollen wurde auf den bisher kartographierten Grenzverlauf Bezug genommen, wobei die Grenze über den Gipfel des Mont Blanc verlief.
Erstmals im Jahr 1865 war auf einer französischen Generalstabskarte ein Grenzverlauf verzeichnet, welcher den ganzen Gipfel des Mont Blanc Frankreich zuschrieb. Dieser Grenzverlauf wurde später vom zivilen französischen Institut géographique national übernommen.

## Nach dem Zweiten Weltkrieg
Am 21. September 1946 regelte der Präfekt des Départements Haute-Savoie den zwischen den französischen Gemeinden Saint-Gervais-les-Bains, Les Houches und Chamonix strittigen Grenzverlauf. In seiner Verfügung wird deutlich, dass er davon ausgeht, der ganze Gipfel sei französisches Hoheitsgebiet. Frankreich sieht das etwa 15 Hektar große, vollständig vergletscherte umstrittene Gebiet als Exklave der Gemeinde Saint-Gervais-les-Bains, während der Rest des Berges dem Gemeindegebiet von Chamonix zugerechnet wird.
Nach dem Zweiten Weltkrieg wurde auf der Pariser Friedenskonferenz 1946 der Verlauf der Landesgrenzen an vier Orten zwischen Frankreich und Italien ohne Festlegung in Bezug auf den Mont Blanc zu Gunsten der Siegermacht Frankreich korrigiert. Danach gilt der Vertrag von Turin von 1860 sowohl in Frankreich als auch in Italien mit seinem kartographisch verzeichneten Grenzverlauf über den Nebengipfel des Mont Blanc de Courmayeur. Der Hauptgipfel liegt damit vollständig auf französischem Territorium.
Auf französischen Karten wird der Grenzverlauf entsprechend dem Vertrag von Turin und der Friedenskonferenz von 1946 (wie auf der Karte von 1865 eingezeichnet) dargestellt, während auf italienischen Karten des Militärgeographischen Instituts die Grenze über den höchsten Punkt des Mont Blanc verläuft.